# Fernando Cabrita
Fernando da Silva Cabrita (* 1. Mai 1923 in Lagoa; † 22. September 2014 in Lissabon) war ein portugiesischer Fußballspieler und Fußballtrainer.

## Karriere
Cabrita begann seine Karriere 1942, während des Zweiten Weltkriegs, beim SC Olhanense. Sechs Jahre nach dem Krieg verließ er seine Heimat Portugal und spielte für zwei Jahre beim französischen Klub SCO Angers. Danach kehrte er nach Portugal zurück und spielte noch vier Jahre bei SC Covilhã.
Danach stieg Cabrita ins Trainergeschäft ein. Ab der Saison 1961/62 war er Assistenz- und Jugendtrainer bei Benfica. Nach dem Ausscheiden des chilenischen Cheftrainers Fernando Riera Ende November 1967 – er beklagte sich über ausbleibende Gehaltszahlungen – nahm Cabarita dessen Position ein. Nachdem er am 21. Spieltag Anfang April mit 0:2 bei CUF Barreiro verlor und damit zum zweiten Mal die Tabellenführung verlor, wurde ihm Otto Glória überstellt. Unter diesem verlor Benfica keines der verblieben fünf Ligaspiele mehr und der zwei Punkte Rückstand gegen Sporting Lissabon konnte in einen drei Punkte Vorsprung umgewandelt werden, was die erfolgreiche Titelverteidigung bewirkte. 1969 gelang die erneute Titelverteidigung in dieser Zusammensetzung. Zudem gelang der Gewinn des Pokals. Anfang Februar 1970, am 18. Spieltag wurde erneut eine Niederlage gegen CUF Barreiro, diesmal mit 0:1 zu Hause, zum Verhängnis. Diesmal wurde er gemeinsam mit Otto Glória entlassen. Unter Nachfolger José Augusto gereichte es auch nicht mehr zur Meisterschaft, wenngleich der Pokal verteidigt werden konnte.
1970 schloss er sich der Erstligaabsteiger União de Tomar an mit dem ihm als Zweitliga-Zweiter der Wiederaufstieg gelang.
Ende September 1973 kehrte Cabarita auf den Cheftrainerposten bei Benfica zurück, nachdem sich der Engländer Jimmy Hagan, der in den vorausgegangenen drei Spielzeiten jeweils die Meisterschaft und dazu einmal den Pokal gewann, nach drei Spieltagen wegen Streitereien um ein Abschiedsspiel für den Weltstar Eusébio verabschiedet wurde. Auch diesmal gelang Cabarita kein Titelgewinn und nach Saisonende wurde er durch den Jugoslawen Milorad Pavić ersetzt.
1977 bis 1979 war er beim SC Beira Mar der in jenen Jahren stabil in der unteren Tabellenhälfte war. 1980 und 1981 hatte er Zeiten beim nordportugiesischen Rio Ave FC der in dieser Phase in die erste Liga aufstieg. Die Saison 1981/82 verbrachte er beim Erstligisten Académico de Viseu FC der am Ende als 14. abstieg.
Nachdem Otto Glória Mitte 1983 nach einem 0:5 in der Qualifikation für die Europameisterschaft 1984 und einem 0:4 in einem Freundschaftsspiel gegen Brasilien vom Amt zurückgetreten war, wurde Cabarita Teamchef der Nationalmannschaft und stand als solcher einem Trainerstab bestehend aus António „Toni“ Oliveira, José Augusto und Antônio Morais vor. Er konnte sich mit drei Siegen, darunter einem 1:0 zu Hause gegen die UdSSR, gut einführen und die Qualifikation für die Europameisterschaft noch zum Erfolg bringen.
Mit der Mannschaft um Stürmerstar Nené konnte er sich beim Turnier in Frankreich unter anderem gegen Deutschland durchsetzten und scheiterte erst im Halbfinale, nach Verlängerung, gegen den eventuellen Europameister Frankreich um Michel Platini mit 2:3, nachdem Portugal noch bis zur 114. Minute vorne lag.
Das war seine letzte Partie als Leiter der portugiesischen Nationalmannschaft, wo er von José Augusto Torres benachfolgt wurde. Es folgten weniger bedeutende Engagements, bis ihm in der Saison mit der marokkanischen Spitzenmannschaft die Landesmeisterschaft und damit sein einziger bedeutender Titelgewinn als Cheftrainer gelang.
1992 hatte er als mittlerweile 69-Jähriger sein letztes Engagement beim Drittligisten CF Esperança Lagos.
Am 22. September 2014 verstarb er im Alter von 91 Jahren an Lungenversagen im Alter von 91 Jahren in einem Krankenhaus von Lissabon. Das 4600 Zuseher fassende Estádio Municipal Fernando Cabrita in Lagos an der Algarve trägt seinen Namen.